# Autoroute A6 (Croatie)

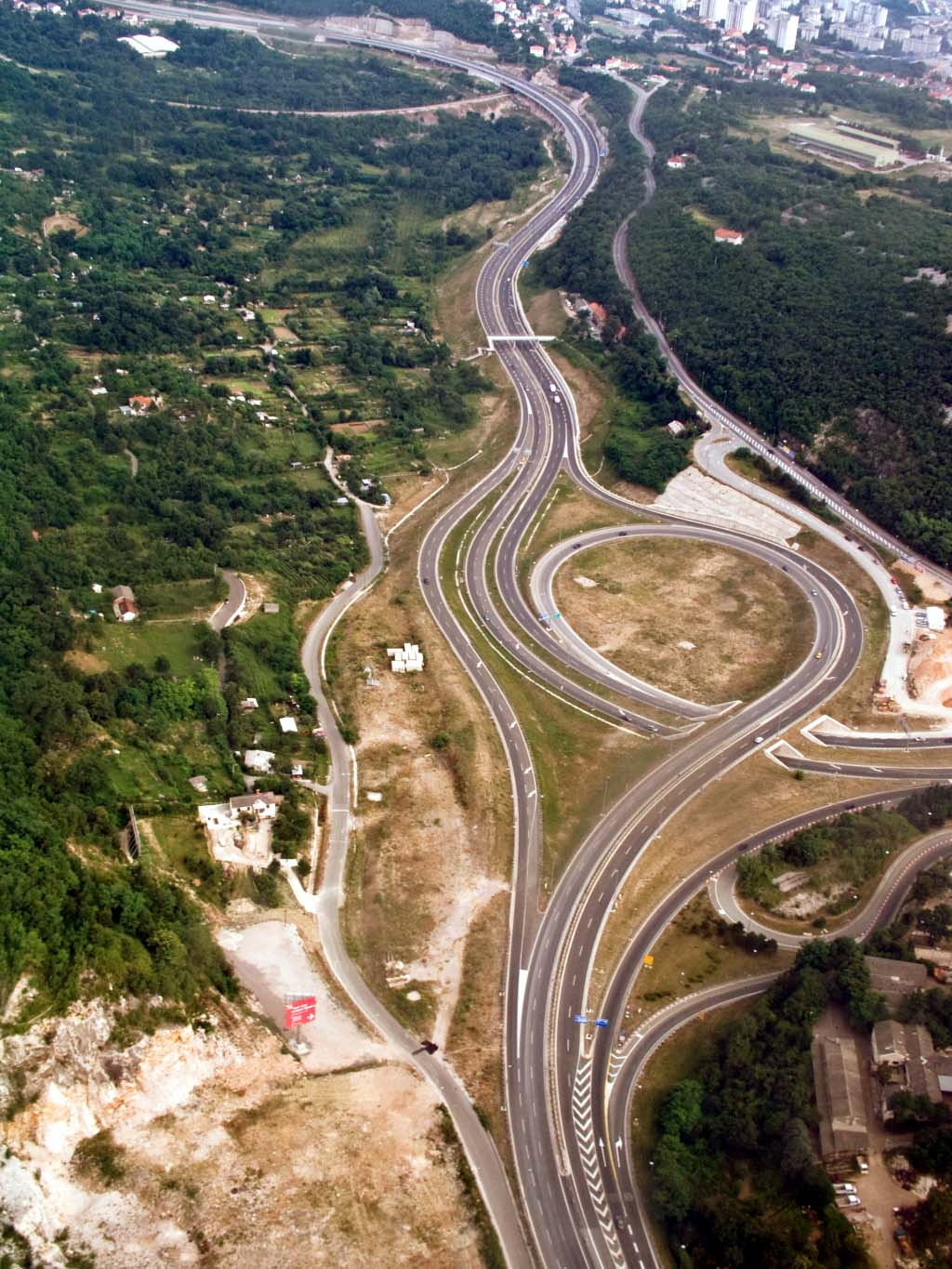
Échangeur de l'Autoroute A6 près de Rijeka.

Pour les articles homonymes, voir A6.
L'A6/B6 est une autoroute située au nord de la Croatie. Une importante partie de la route située entre Rijeka et Bosiljevo n'est cependant pas une autoroute officielle, mais une route pour automobiles (poluautocesta en croate). Seulement 10 km près de Rijeka, ainsi que le ring de Vrbovsko et une partie près de Bosiljevo sont aménagées en réelle autoroute. Le trajet total de l'A6 est de 80,2 kilomètres. La route relie la ville de Rijeka à deux autres autoroutes importantes du pays, à savoir la A1 et la A7.
Le propriétaire de l'autoroute est "Autocesta Rijeka - Zagreb" (ARZ), qui prélève également le péage dû par les automobilistes pour son utilisation.